# Subgulina iranica
Subgulina iranica is een insect uit de familie van de mierenleeuwen (Myrmeleontidae), die tot de orde netvleugeligen (Neuroptera) behoort. 
Subgulina iranica is voor het eerst wetenschappelijk beschreven door Hölzel in 1968.